# Waajid
Waajid – miasto w południowej Somalii; w regionie Bakool; 14 439 mieszkańców (2005). Jest stolicą okręgu Waajid.